# Frövi
Frövi est une localité de Suède dans la commune de Lindesberg située dans le comté d'Örebro.
Sa population était de 2 527 habitants en 2019.